# P (латиниця)
P («пе») — 16-а літера латинського алфавіту, присутня практично в усіх графічних системах на його основі.

## Вимова
У більшості мов називається «пе» (в англійській мові — «пі»). Виглядає так само, як буква Р у кирилиці.

## Способи кодування
В Юнікоді велика «P» записується U+0050, а мала «p» — U+0070.
Код ASCII для великої «P» — 80, для малої «p» — 112; чи, у двійковій системі, 01010000 та 01110000 відповідно.
Код EBCDIC для великої «P» — 215, для малої «p» — 151.
NCR код HTML та XML — «P» та «p» для великої та малої літер відповідно.
| Фонетичний алфавіт НАТО   | Фонетичний алфавіт НАТО | код Морзе                      | код Морзе    |
| Papa                      | Papa                    | ·––·                           | ·––·         |
|                           |                         |                                | ⠏            |
| Морський прапорний сигнал | Семафорна абетка        | Американська мова жестів (ASL) | Шрифт Брайля |